# もち (漫画家)
もち（1983年11月29日 - ）は、日本の漫画家。神奈川県在住。女性。東京ゲームデザイナー学院卒業。

## 来歴
17歳の時、東京ゲームデザイナー学院在学中に第3回エニックス新世紀漫画大賞を初投稿で初受賞（入賞）し、「ママは3cm」でデビュー。
新書館のサウスマンガラリーRd. 32 期待賞も受賞している。
デビューの話は締切の1週間前に来たので「腕が取れちゃうんじゃないかっていうくらいがんばりました」。
その後、『月刊Gファンタジー』（スクウェア・エニックス）誌上にて読切作品「まじょべる」を掲載、『ちょめ』を短期集中連載。
2007年9月号から2017年2月号まで、同誌に『キューティクル探偵因幡』を連載した。

## 人物
- ペンネームは、昔からのあだ名に由来する。
- ギャグ漫画以外は苦手で、周囲の人間にも「ギャグ以外の話は本当に普通」と評価されている。
- 白黒・カラー共に線画をアナログで描き、PCに取り込んでデジタル作業を行うというスタイルを取っている。使用ソフトはCOMIC WORKS ver2.0MAXがメインで、カラーはAdobe PhotoshopCS3（2008年11月現在）。
- 『キューティクル探偵因幡』2巻に読切版が掲載されているが、雑誌掲載時の内容そのまま雑誌からのトレースという形で新規に描き下ろされたものとなっている。そのため雑誌掲載時とは絵柄が異なる。
- 同じく『月刊Gファンタジー』連載中の望月淳と近所付き合いがある。

## 作品リスト

### 漫画作品

#### 連載
- パパムパ（『月刊ステンシル』2001年11月号[5] - 2003年9月号[5]）
- ちょめ（『月刊Gファンタジー』2004年10月号 - 2005年1月号）
- キューティクル探偵因幡（『月刊Gファンタジー』2007年9月号[3] - 2017年2月号[4]）
- 烈! 松下村塾〜やむにやまれぬ見島牛〜（『ガンガン戦-IXA-』2009年冬の陣 - 2010年冬の陣）
- ZOO〜ケモノキングダム〜（『月刊ARIA』2010年11月号 - 2012年10月号）
- 魔女の下僕と魔王のツノ（『月刊少年ガンガン』2014年5月号 - 2022年1月号）
- 教国のレクエルド（『Pファンタジー』2018年3月8日[6] - 2020年1月9日[7]）
- 四百四鬼（『月刊Gファンタジー』2022年10月号[8] - ）
- ツイステ4コマbyもち（原案：枢やな、『月刊Gファンタジー』2024年4月号[9] - 2025年9月号[10]）

#### 読み切り
- まじょべる（『月刊Gファンタジー』）
- 裸マフラー（『月刊ARIA』）
- 涯様（『ギルティクラウン アンソロジーコミック』2012年）

### 書籍
- 『パパムパ』、エニックス〈ステンシルコミックス〉2002年 - 2003年、全3巻
  - （新装版）スクウェア・エニックス〈Gファンタジーコミックス〉2013年、上下巻
- 『キューティクル探偵因幡』、スクウェア・エニックス〈Gファンタジーコミックス〉2008年 - 2017年、全19巻＋ファンブック1巻
- 『ケモノキングダムZOO』、講談社〈KCx〉2011年 - 2012年、全2巻
  1. 2011年9月7日発売[11]、ISBN 978-4-06-380534-5
  2. 2012年12月7日発売[12]、ISBN 978-4-06-380604-5
- 『魔女の下僕と魔王のツノ』、スクウェア・エニックス〈ガンガンコミックス〉2014年 - 2022年、全16巻
- 『教国のレクエルド』、スクウェア・エニックス〈Gファンタジーコミックス〉2018年 - 2020年、全2巻
- 『四百四鬼』、スクウェア・エニックス〈Gファンタジーコミックス〉2023年 - 、既刊7巻（2025年4月25日現在）
  1. 2023年2月27日発売[13][14]、ISBN 978-4-7575-8423-5
  2. 2023年6月27日発売[15]、ISBN 978-4-7575-8630-7
  3. 2023年10月27日発売[16]、ISBN 978-4-7575-8873-8
  4. 2024年2月27日発売[17]、ISBN 978-4-7575-9068-7
  5. 2024年7月26日発売[18]、ISBN 978-4-7575-9317-6
  6. 2024年12月27日発売[19]、ISBN 978-4-7575-9591-0
  7. 2025年4月25日発売[20]、ISBN 978-4-7575-9826-3

### その他
- 私がモテないのはどう考えてもお前らが悪い!（テレビアニメ、2013年）第10話エンドカードイラスト